# Innehalten (München und Freising)

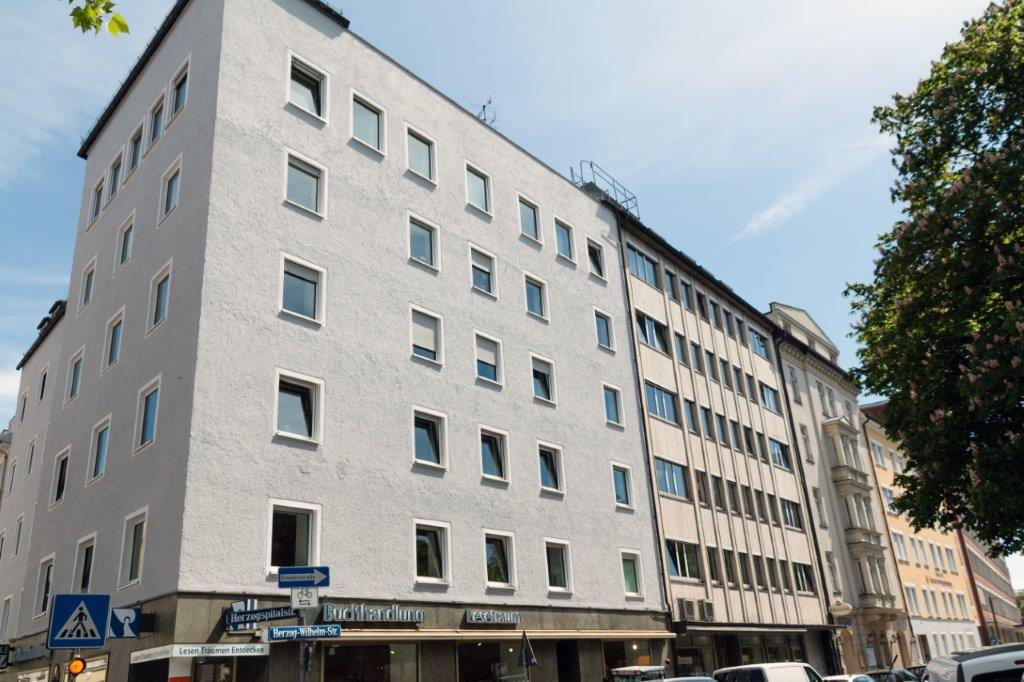
Redaktions- und Vertriebsräume in den ersten drei Stockwerken der Herzogspitalstraße

[inne]halten ist das katholische Magazin für Gesellschaft, gutes Leben und Spiritualität im Erzbistum München und Freising. Es erscheint im vierzehntäglichen Rhythmus. Der überregionale Mantelteil wird von einer Zentralredaktion in Osnabrück und die Bistumsseiten von der Regionalredaktion des Sankt Michaelsbund in München erstellt. Erhältlich ist es in Papierform und als ePaper.

## Inhalte
Neuigkeiten aus dem Vatikan und der Weltkirche stehen aktuellen Berichten über das kirchliche Leben vor Ort gegenüber. Das katholische Magazin blickt aus einer zuversichtlichen Perspektive auf Gesellschaft und Kirche, widmet sich aber auch kritischen Fragen. Interviews mit wegweisenden Köpfen unserer Zeit, analytische Auseinandersetzungen mit aktuellen Themen und das Aufzeigen unterschiedlicher Perspektiven sind wichtige Bestandteile des journalistischen Selbstverständnisses.
Die Berichte, Reportagen und Interviews decken sowohl kirchenpolitische als auch gesellschaftliche Fragen ab – immer konstruktiv und lösungsorientiert. Ziel ist es, die Tragfähigkeit christlicher Werte neu zu entdecken.
Hinzu kommen Impulse für ein gutes Leben, persönliche spirituelle Erfahrungen sowie vielfältige Anregungen zu Achtsamkeit im Umgang mit sich selbst und der Umwelt. Dabei nimmt das Magazin eine erfrischende und zeitgemäße Perspektive ein und bietet eine Quelle der Inspiration und Reflexion.

## Geschichte
Das Magazin [inne]halten ist eine Weiterentwicklung der Münchner Kirchenzeitung.
Die erste Ausgabe des von Münchner Stadtpfarrern gegründeten und herausgegebenen „Wochenblatts für die katholischen Pfarrgemeinden Münchens“ – so hieß [inne]halten ursprünglich – trägt das Datum vom 5. Januar 1908. Was auf acht kleinen Seiten begann, wuchs und gedieh – seit Juli 1910 unter dem Dach des „Katholischen Preßvereins für Bayern“, des heutigen Sankt Michaelsbundes. Schon bald gab es erste Fotos und Anzeigen. Seit 1919 nannte sich das Blatt „Münchener Katholische Kirchenzeitung“. Seit 1935 war es das Bistumsblatt der Erzdiözese München und Freising insgesamt. Prägende Gestalten der ersten Jahrzehnte waren die Prälaten Ludwig Müller und Simon Irschl, einer ihrer erfolgreichsten Werber der selige Pater Rupert Mayer.
Während der NS-Zeit wurde der Hauptschriftleiter der Kirchenzeitung und spätere Prälat Michael Höck wegen seiner Artikel für vier Jahre im KZ Dachau interniert. Nach vielen Schikanen und Problemen mit der Papierlieferung durfte die Kirchenzeitung von 1940 bis 1945 nicht mehr erscheinen. Die Zulassungsnummer sechs der Nachrichten-Kontrolle der Militär-Regierung spricht für die Vertrauenswürdigkeit der Verantwortlichen nach dem Krieg, darunter kurzzeitig der bayerische Dichter Alois Johannes Lippl und der Salesianerpater Edmund Johannes Lutz.
Mit dem Zweiten Vatikanischen Konzil und seinen Folgen wurden gesellschaftliche Themen in der Kirchenzeitung wichtiger. Die für guten Journalismus notwendige Unabhängigkeit einerseits und die im speziellen Kontext unverzichtbare Loyalität andererseits verschafften der „Münchner Kirchenzeitung“ einen guten Ruf. Seit 1972 kürzte sich die Zeitung „MKKZ“ ab, ihr Layout wurde kleinteiliger. Chefredakteur war für einige Jahre Georg Thurmair, der bis heute einen Namen als Dichter von Kirchenliedern hat, Redakteure waren unter anderem Hannes Burger und – wenn auch nur in seinen Anfängen – Herbert Riehl-Heyse.
Seit 1991 hieß die „MKKZ“ wieder „Münchner Kirchenzeitung“. Ab 2000 wurde sie auf vier Seiten farbig gedruckt, seit 2008 auf allen 28 Seiten. Seit 2013 gab es die „Münchner Kirchenzeitung“ auch als elektronische Zeitung. Ende 2023 lag die verkaufte Auflage bei 11.385 Exemplaren, die ePaper-Auflage inbegriffen.
Durch die gestiegenen Kosten für Papier und Transport während der Energiekrise, aber auch durch sinkende Abonnentenzahlen entstand der Druck zur Kooperation mit anderen Bistumsverlagen. Aus dieser umfassenden Kooperation entstand ein im vierzehntäglichen Rhythmus erscheinendes Magazin, für das im Erzbistum München und Freising sowie im Bistum Eichstätt der Titel [inne]halten gewählt wurde. Die an der Kooperation beteiligten Verlage vereinbarten folgende Zusammenarbeit: Sie drucken gemeinsam, führen ein gemeinsames Redaktionssystem ein und produzieren die überregionalen Inhalte ihrer Blätter gemeinsam. Von den 68 Seiten werden die Hälfte von der Zentralredaktion der Verlagsgruppe Bistumspresse mit überregionalen Themen und die andere Hälfte mit Bistumsthemen von der Regionalredaktion in München erstellt. Zum Palmsonntag, dem 24. März 2024, erschien die letzte Ausgabe der Münchner Kirchenzeitung in ihrer bisherigen Aufmachung und wurde mit der Osterausgabe vom 31. März 2024 durch das [inne]halten-Magazin abgelöst.
Mit dem Wechsel auf das Magazin wurde ein inhaltlicher Wechsel vollzogen. Die gemeindliche Berichterstattung über Veranstaltungen wurde auf die Online-Plattformen des Magazins und des Erzbischöflichen Ordinariats verlegt, während sich das Printprodukt in erklärender Form mit Themen des Kirchenjahres beschäftigt. Zielgruppe ist eine an Nachhaltigkeit und Schöpfungsverantwortung interessierte Gesellschaftsschicht mit Interesse an kirchlichen Themen. Durch die Weiterentwicklung des Formats soll die Abonnentenzahl stabil gehalten werden.

Titel von 1908
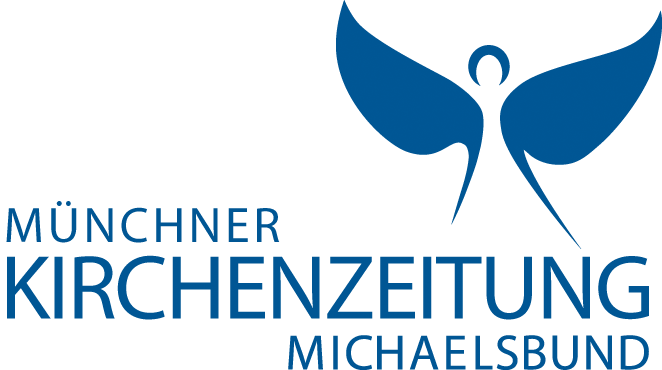
Logo von 2021–2024

## Schriftleiter / Chefredakteure
| - Theodor Becker (1908–1918) - Franz Meisl (1919–1921) - Justin Maag (1921–1923) - Ludwig Müller (1923–1933) - Utto Bottländer (1934) - Winfrid von Pölnitz (1934) - Willibald Mathäser (1934) - Michael Höck (1934–1935 und 1936–1937) - i. V. Michael Gerhauser (1935–1936) - Simon Irschl (1937–1938) - Erich Wewel (1938–1940) | - Alois Johannes Lippl (1945–1946) - Edmund Johannes Lutz (1946–1947) - Lorenz Freiberger (1947–1968) - Georg Thurmair (1969–1973) - Hans-Georg Becker (1973–1998) - Johannes Schießl (1998–2012) - Anian Christoph Wimmer (2013–2015) - Susanne Hornberger (2016–2021) - Elmar Pabst (2021–2024) ab 2024 Chefredakteur der Regionalredaktion - Elmar Pabst (2024–) |